# Megamix Radio Hvar
Megamix Radio Hvar, radijska postaja iz Hvara. 

## Povijest
Postaja je koncesiju za emitiranje radijskog programa dobila 1995. godine. Glavni odašiljači se nalaze na Hvaru. Program se čuje na području srednje Dalmacije. Emitira na 94,7 MHz i 95,4 MHz.
Postaja emitira 24 sata dnevno i računalno je nadzirana. Sadržaj je profiliran prema zahtjevima mlađeg slušateljstva, prije svega u izboru glazbe. Većinom izvodi modernu i trenutno najpopularniju domaću i stranu glazbu. Žanrovi glazbe koja se može čuti na postaji uključuju pop, dance, disco, R&B, rock, rap i hip hop. Program ima i nekoliko specijaliziranih glazbenih emisija o domaćim i inozemnim top ljestvicama, kontakt emisiju, športsku emisiju i dr. Povremeno puštaju i glazbu snimljenu u vlastitom studiju Megamix produkcije. U specijaliziranim emisijama slušateljstvu se prenose vijesti iz modernih glazbenih trendova.

## Vanjske poveznice
- Službene stranice
- Facebook